# Белочи
Белочи — село в Рыбницком районе непризнанной Приднестровской Молдавской Республики. Административный центр Белочинского сельсовета. Расположено на левом берегу Днестра, на шоссейной дороге Рыбница-Каменка, в 18 км от райцентра — города Рыбница.

## История
В 1979 году в селе находились: колхоз «Искра», восьмилетняя русская школа, детский сад, дом культуры, библиотека, фельдшерско-акушерский пункт, детские ясли-сад, магазины, ресторан, мастерские бытового обслуживания, отделение связи, памятник советским воинам близ сельсовета.

## Наши дни
В селе строится Церковь Успения Пресвятой Богородицы (здание достроено, идёт внешняя и внутренняя отделка).
Близ села впадает в Днестр река Билочи.